# Stenodyneriellus darnleyensis
Stenodyneriellus darnleyensis är en stekelart som beskrevs av Giordani Soika 1977. Stenodyneriellus darnleyensis ingår i släktet Stenodyneriellus och familjen Eumenidae. Inga underarter finns listade i Catalogue of Life.